# Coulonges-sur-l’Autize
Coulonges-sur-l’Autize ist eine französische Gemeinde mit 2341 Einwohnern (Stand: 1. Januar 2022) im Département Deux-Sèvres in der Region Nouvelle-Aquitaine. Sie liegt im Arrondissement Parthenay und im Kanton Autize-Égray. Die Einwohner werden Coulongeois und Coulongeoises genannt.

## Lage
Coulonges-sur-l’Autize liegt etwa 72 Kilometer westsüdwestlich von Poitiers und etwa 20 Kilometer nordwestlich von Niort. Der Fluss Autise (auch: Autize) bildet die südliche Gemeindegrenze.
Umgeben wird Coulonges-sur-l’Autize von den Nachbargemeinden Saint-Maixent-de-Beugné im Norden, Ardin im Osten, Saint-Pompain im Süden sowie Saint-Hilaire-des-Loges im Westen.
Durch die Gemeinde führt die frühere Route nationale 744 (heutige D744).

## Bevölkerungsentwicklung
| Jahr      | 1962 | 1968 | 1975 | 1982 | 1990 | 1999 | 2006 | 2012 | 2019 |
| Einwohner | 1929 | 2021 | 2030 | 2019 | 2021 | 2146 | 2326 | 2365 | 2355 |

## Sehenswürdigkeiten
- Kirche Saint-Étienne aus dem 12. Jahrhundert, Umbauten aus dem 15. Jahrhundert, Monument historique seit 1980
- Schloss Coulonges, ursprünglich im 11. Jahrhundert als Burganlage erbaut, im 15. Jahrhundert völlig neu errichtet, 1542–1544 durch Geoffroy d’Estissac umgebaut, heutiges Rathaus, Monument historique seit 1993/1994
- Markthallen

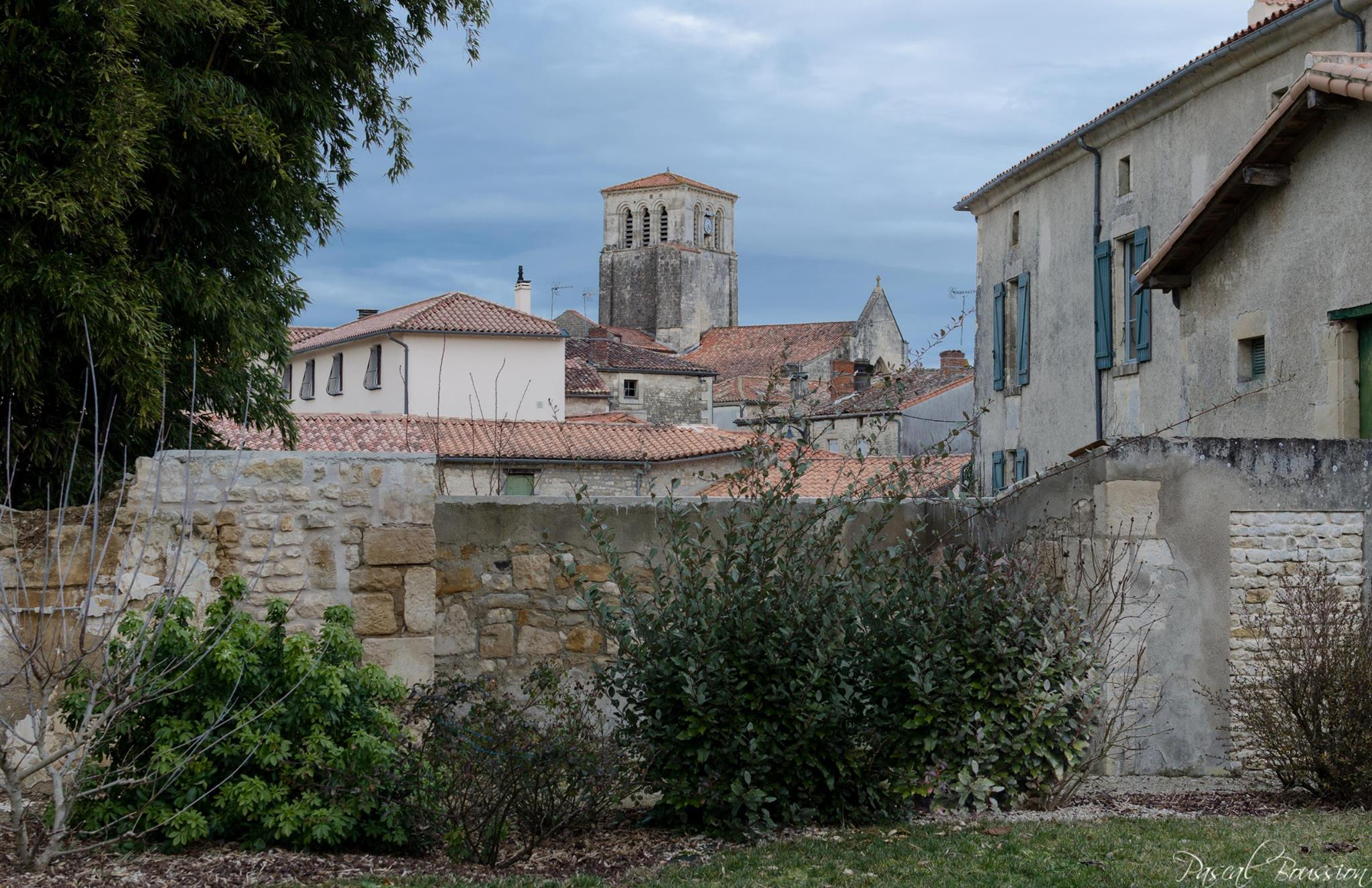
Kirche Saint-Étienne
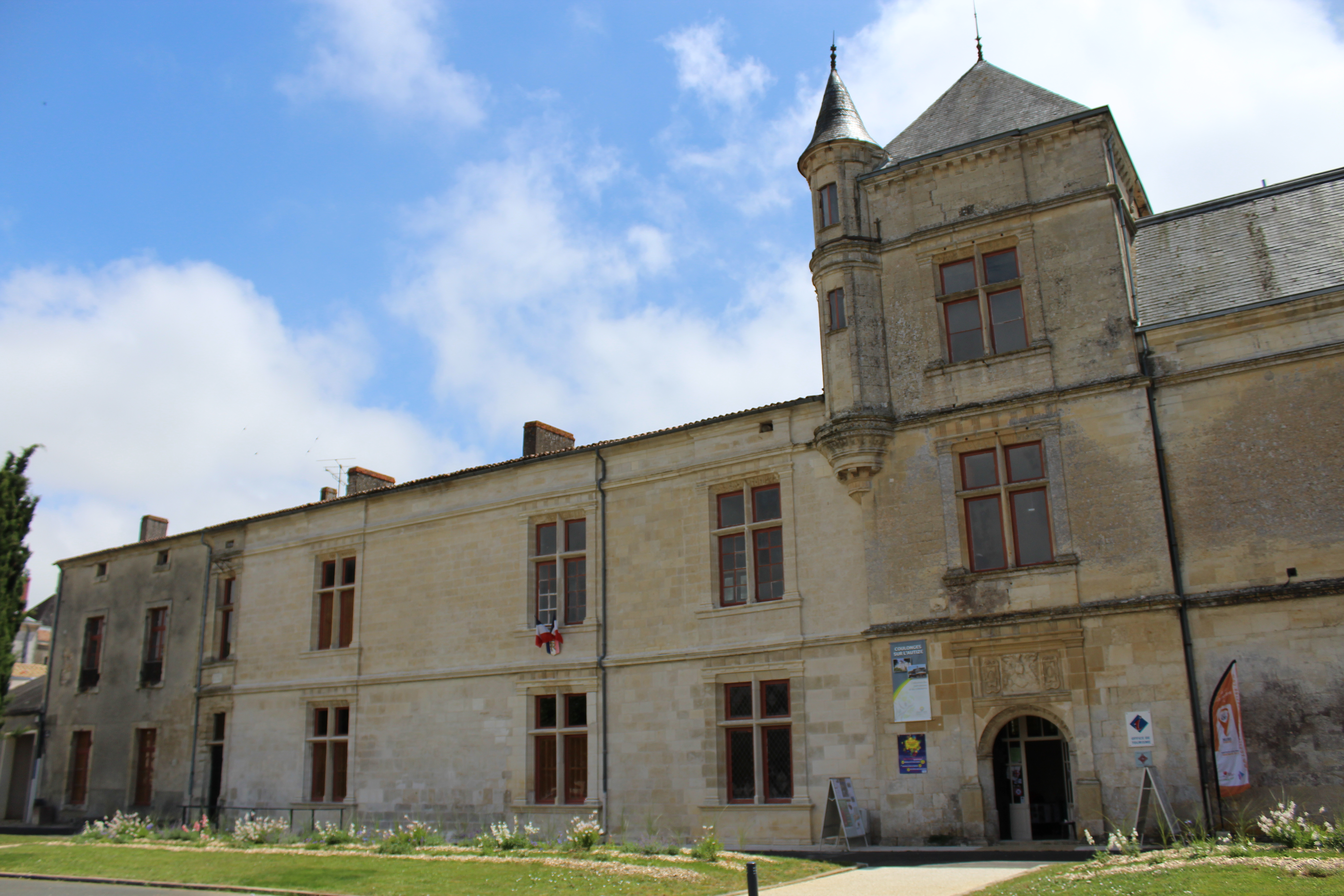
Schloss Coulonges (heutiges Rathaus)
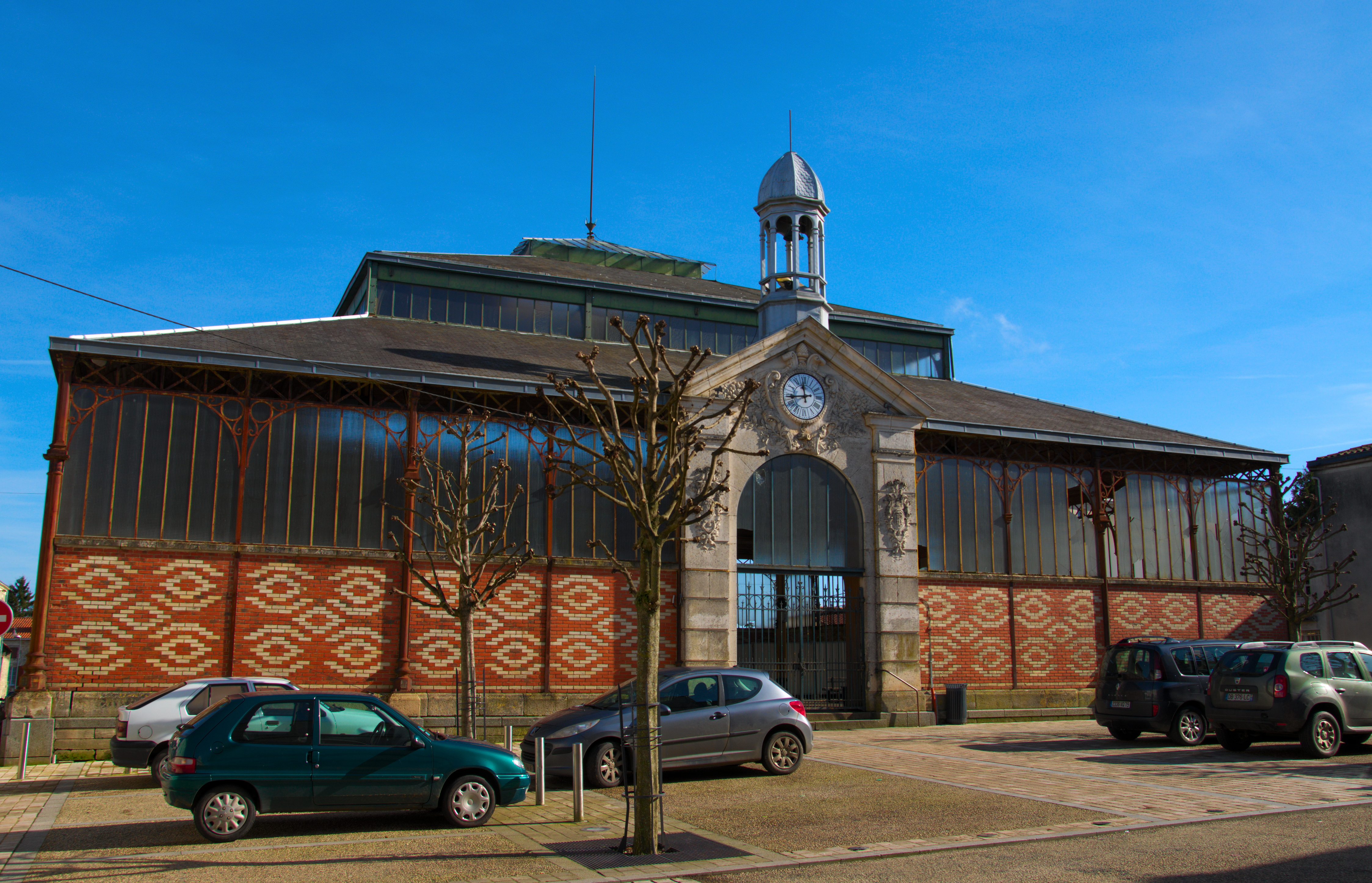
Markthalle

## Persönlichkeiten
- Bertrand de Madaillan d’Estissac (um 1460–1522), Seigneur  und Militär
- Aymar de Saint-Saud (1853–1951), Bergsteiger und Kartograph
- Henri Martineau (1882–1958), Arzt, Dichter und Romanist
- Jean-François Fortin (* 1947), Unternehmer

## Gemeindepartnerschaften
Mit der deutschen Gemeinde Endingen am Kaiserstuhl in Baden-Württemberg seit 1982 und mit der kanadischen Gemeinde Grand Falls (französisch: Grand-Sault) in New Brunswick seit 1987 bestehen Partnerschaften.